# Mougoutsi
Mougoutsi es un departamento de la provincia de Nyanga en Gabón. En octubre de 2013 presentaba una población censada de 31 789 habitantes.
Se encuentra ubicado al sur del país, sobre la cuenca hidrográfica del río Nyanga, y junto a la costa del océano Atlántico y la frontera con República del Congo.